# Nick Blackman
Nicholas Alexander Blackman (Whitefield, Reino Unido, 11 de noviembre de 1989) es un futbolista británico que juega como delantero.

## Selección nacional
Debutó como internacional el 5 de septiembre de 2019 representando a la selección de Barbados en una victoria por 4-0 ante Saint-Martin. Fue el autor de dos de los goles.

### Participaciones en la Liga de Naciones de la Concacaf
| Campeonato                              | Sede          | Resultado  | Partidos | Goles |
| --------------------------------------- | ------------- | ---------- | -------- | ----- |
| Liga de Naciones de la Concacaf 2019-20 | Sin sede fija | En disputa | 5        | 3     |

### Goles internacionales
| Núm. | Fecha                   | Lugar                         | Rival                            | Gol | Resultado | Competición                             |
| ---- | ----------------------- | ----------------------------- | -------------------------------- | --- | --------- | --------------------------------------- |
| 1    | 5 de septiembre de 2019 | Estadio Wildey Turf, Barbados | Saint-Martin                     | 2-0 | 4-0       | Liga de Naciones de la Concacaf 2019-20 |
| 2    | 5 de septiembre de 2019 | Estadio Wildey Turf, Barbados | Saint-Martin                     | 3-0 | 4-0       | Liga de Naciones de la Concacaf 2019-20 |
| 3    | 12 de octubre de 2019   | Estadio Wildey Turf, Barbados | Islas Vírgenes de Estados Unidos | 1-0 | 1-0       | Liga de Naciones de la Concacaf 2019-20 |

## Clubes
| Club                     | País       | Año       |
| ------------------------ | ---------- | --------- |
| Macclesfield Town F. C.  | Inglaterra | 2008-2009 |
| Blackburn Rovers F. C.   | Inglaterra | 2009      |
| Blackpool F. C.          | Inglaterra | 2009      |
| Oldham Athletic A. F. C. | Inglaterra | 2009-2010 |
| Blackburn Rovers F. C.   | Inglaterra | 2010      |
| Motherwell F. C.         | Escocia    | 2010      |
| Aberdeen F. C.           | Escocia    | 2011      |
| Blackburn Rovers F. C.   | Inglaterra | 2011-2012 |
| Sheffield United F. C.   | Inglaterra | 2012-2013 |
| Reading F. C.            | Inglaterra | 2013-2016 |
| Derby County F. C.       | Inglaterra | 2016-2017 |
| Maccabi Tel Aviv F. C.   | Israel     | 2017-2018 |
| Real Sporting de Gijón   | España     | 2018-2019 |
| Maccabi Tel Aviv F. C.   | Israel     | 2019-2021 |

## Palmarés

### Campeonatos nacionales
| Título                 | Club                   | País   | Año  |
| ---------------------- | ---------------------- | ------ | ---- |
| Copa Toto Al           | Maccabi Tel Aviv F. C. | Israel | 2018 |
| Liga Premier de Israel | Maccabi Tel Aviv F. C. | Israel | 2020 |
| Supercopa de Israel    | Maccabi Tel Aviv F. C. | Israel | 2020 |
| Copa Toto Al           | Maccabi Tel Aviv F. C. | Israel | 2021 |
| Copa de Israel         | Maccabi Tel Aviv F. C. | Israel | 2021 |